# Otto Kretschmer
Otto Kretschmer (Heidau, 1º maggio 1912 – Straubing, 5 agosto 1998) è stato un ammiraglio tedesco, famoso comandante di U-Boot della seconda guerra mondiale; con 44 navi affondate per complessive 274.418 t di stazza lorda, risulta il miglior "asso di U-Boot" della seconda guerra mondiale.

## Biografia
Nato a Heidau, nei pressi di Neisse (oggi Hajduki Nyskie in Polonia, all'epoca in Germania), all'età di 17 anni visse per otto mesi a Exeter, in Inghilterra, acquisendo così un'ottima conoscenza della lingua inglese. Si arruolò nella Reichsmarine nell'aprile del 1930, prestando servizio come allievo ufficiale prima sulla nave scuola Niobe e poi sull'incrociatore leggero Emden. Nel dicembre del 1934 servì come guardiamarina sull'incrociatore leggero Köln, prima di essere trasferito nel gennaio del 1936 alla flotta di U-Boot della neonata Kriegsmarine. Il 31 luglio 1937, con il grado di Kapitänleutnant, ottenne il suo primo comando sul sommergibile U-35, con il quale prese parte a una missione operativa al largo delle coste spagnole durante la guerra civile.
Allo scoppio della seconda guerra mondiale Kretschmer si trovava al comando del sommergibile U-23, con il quale prese parte alle missioni di attacco al traffico mercantile britannico nel Mare del Nord, al largo della costa della Scozia; qui, il 4 ottobre 1939 Kretschmer ottenne il suo primo successo colando a picco il piccolo mercantile britannico Glen Farg, mentre il 18 febbraio 1940 affondò la sua prima nave da guerra, il cacciatorpediniere britannico HMS Daring.
Nell'aprile del 1940 passò al comando del sommergibile U-99, con il quale incominciò le missioni nell'oceano Atlantico, e con il quale ottenne la maggior parte dei suoi successi, specializzandosi nell'attacco notturno in superficie ai convogli navali. Durante un proficuo pattugliamento nel novembre del 1940, Kretschmer riuscì ad affondare nel giro di pochi giorni tre incrociatori ausiliari britannici, per un totale complessivo di 46 000 t di stazza lorda; grazie a questo successo, il 4 novembre 1940 venne insignito della Croce di Cavaliere della Croce di Ferro con Fronde di Quercia.
Il suo ultimo successo lo ottenne il 16 marzo 1941 ai danni della petroliera norvegese Ferm, attestandosi così a 47 navi mercantili e da guerra affondate per complessive 274 418 t, e 5 mercantili danneggiati per complessive 37 965 t. Il giorno successivo, 17 marzo, durante un attacco al convoglio HX 112 al largo della costa sud-orientale dell'Islanda, l'U-99 fu attaccato dal cacciatorpediniere HMS Walker e affondato dalle bombe di profondità lanciate dall'unità britannica; Kretschmer riuscì a far riemergere il suo sommergibile gravemente danneggiato, permettendo così a 40 dei 43 membri dell'equipaggio di mettersi in salvo prima dell'affondamento.
Soccorsi dall'unità britannica, Kretschmer e il suo equipaggio vennero fatti prigionieri; dopo un breve periodo di detenzione in Gran Bretagna, Kretschmer venne trasferito nel campo per prigionieri di guerra di Bowmanville, in Canada. Visti i suoi passati successi, durante la sua detenzione venne insignito della Croce di Cavaliere della Croce di Ferro con Fronde di Quercia e Spade, e promosso al grado di capitano di fregata; l'alto comando della Kriegsmarine tentò anche nel settembre del 1943 una complicata operazione per far evadere Kretschmer e altri tre importanti comandanti di U-Boot dal campo di Bowmanville (Operazione Kiebitz), ma il piano andò incontro a un fallimento.
Kretschmer fece ritorno in Germania nel dicembre del 1947, dopo più di quattro anni trascorsi in Canada. Visti i suoi trascorsi, nel 1955 venne richiamato in servizio nella Bundesmarine, la neonata marina militare della Germania Ovest; ebbe alcuni comandi operativi prima di essere nominato nel maggio del 1965 capo del personale del comando NATO del BALTAP. Si ritirò dal servizio nel settembre del 1970 con il grado di ammiraglio di flottiglia; negli anni successivi rilasciò numerose interviste per la radio e la televisione sulle sue esperienze belliche, e nel 1990 venne consultato durante la fase di realizzazione del videogioco Aces of the Deep, dedicato appunto alle attività degli U-Boot. Otto Kretschmer morì il 5 agosto 1998 nell'ospedale di Straubing, in Baviera, a seguito di un incidente in barca sul Danubio; il suo corpo venne cremato e le ceneri disperse in mare.